# 国道216号 (インド)
国道216号線（こくどう216ごうせん）は、インドの国道。全長は80キロメートル。

## 通過する自治体
- サランガル（英語版）